# Anomalopus mackayi
Anomalopus mackayi — вид сцинкоподібних ящірок родини сцинкових (Scincidae). Ендемік Австралії.

## Поширення і екологія
Anomalopus mackayi мешкають на південному сході Квінсленду та на півночі Нового Південного Уельсу. Вони живуть у трав'янистих рідколіссях та на реліктових відкритих луках. Є живородними.